# Mercado Geral do Gado
Criado em Lisboa, por volta do ano de 1900, por uma sociedade particular de José Maria Pereira de Lima e António Vitor Reis e Sousa, em acordo com a Câmara Municipal de Lisboa.
O Mercado Geral do Gado foi implantado no terreno onde posteriormente se instalou a Feira Popular de Lisboa em Entrecampos. Este mercado tinha acomodações para 1000 bois; 2000 ovinos e caprinos; 500 porcos e 200 cavalos.
O projecto foi do arquitecto Parente da Silva, e sofreu modificações da autoria do Arquitecto Machado Faria e Melo.